# Rıfat Yıldız
Rıfat Yıldız (* 1. April 1965 in Yenigazi, Kars) ist ein ehemaliger deutscher Ringer, zweifacher Weltmeister, Europameister und Silbermedaillengewinner bei den Olympischen Spielen 1992 im griechisch-römischen Stil im Bantamgewicht.

## Werdegang
Rıfat Yıldız wuchs als Sohn türkischer Eltern in Deutschland auf. In Aschaffenburg begann er 1982 beim Sportverein „Einigkeit“ im Stadtteil Damm mit dem Ringen und wurde von dem erfahrenen Trainer Franz Schmitt betreut. Auch sein adoptierter Stiefbruder Fuat, der am selben Tag Geburtstag hat, und sein jüngerer Bruder Harun wurden erfolgreiche Ringer. Rıfat Yıldız wurde 1987 eingebürgert und machte bald für den Deutschen Ringer-Bund Furore. Er belegte bei seinem ersten internationalen Turnier 1987, dem Großen Preis der Bundesrepublik Deutschland in Aschaffenburg, den 1. Platz und ließ dabei schon sein Potential für den griechisch-römischen Stil erkennen, den er bei Schmitt erlernt hatte. Dieses Potential zeigte sich erneut bei der Weltmeisterschaft 1987 in Clermont-Ferrand, wo Rifat auf Anhieb Vizeweltmeister nach einer knappen Punktniederlage gegen Patrice Mourier aus Frankreich wurde.
In den folgenden Jahren 1988 und 1989 zeigte Rifat bei den großen internationalen Meisterschaften jedoch Schwächen im taktischen Bereich. Ein 4. Platz bei der Europameisterschaft in Kolbotn/Norwegen war deshalb das beste Ergebnis jener Jahre. Bei den Olympischen Spielen 1988 in Seoul erreichte er den 8. Platz im Bantamgewicht.
Es folgten dann von 1990 bis 1992 die erfolgreichsten Jahre in der Karriere von Rıfat Yıldız. Er gilt als in diesen Jahren der beste Bantamgewichtsringer der Welt im griechisch-römischen Stil. Er wurde sowohl 1990 in Rom als auch 1991 in Warna Weltmeister und 1992 auch Europameister in Kopenhagen, nachdem er 1990 und 1991 bei den Europameisterschaften in Posen und Aschaffenburg jeweils den 3. Platz belegt hatte.
Als Favorit fuhr Rifat deshalb zu den Olympischen Spielen 1992 nach Barcelona. Rifat war gut vorbereitet und trat erfolgreich und überlegen gegen William Lara (Kuba), Alexander Ignatenko (GUS), András Sike (Ungarn) und Patrice Mourier (Frankreich) in das Finale. Dort traf er auf An Han-bong (Südkorea), konnte aber nach früher Führung von 5:2 diesen Punktevorsprung nicht halten und wurde knapp geschlagen.
Für seine sportlichen Erfolge wurde er am 23. Juni 1993 mit dem Silbernen Lorbeerblatt ausgezeichnet.
Nach dieser Niederlage konnte Rıfat bei den großen internationalen Meisterschaften die Leistungen der Jahre von 1990 bis 1992 nicht mehr wiederholen. Jedoch zeigte er vereinzelt weiterhin außerordentliche Leistungen innerhalb verschiedener Turniere, so etwa bei der Europameisterschaft 1994, bei der er im Federgewicht startete und den amtierenden Weltmeister Sergei Martynow (Russland) auf die Schultern legte. Er gewann auch 1996 bei der Europameisterschaft in Budapest und 2000 bei der Europameisterschaft in Moskau noch einmal Bronzemedaillen im Bantamgewicht mit sehr guten Leistungen. Bei den Olympischen Spielen 1996 in Atlanta belegte er den 5. Platz. Nach intensiver Vorbereitung trat Rıfat Yıldız 2000 in Sydney an, trotz seines Alters von 35 Jahren. Hier scheiterte er nach drei Siegen im Halbfinale an dem Armenier Armen Nasarjan, der für Bulgarien startete, und hatte im Kampf um die Bronzemedaille gegen den Chinesen Sheng Zetiang nicht mehr die Kraft, einen 0:2 Punkterückstand, in den er gleich zu Beginn des Kampfes geraten war, aufzuholen. Er musste sich mit dem 4. Platz begnügen.
Rifat rang in seiner Karriere für den SV „Einigkeit“ Aschaffenburg-Damm, den KSC Hösbach, den AC Goldbach, dem AV Markneukirchen und den KSV „Germania“ Aalen in der deutschen Bundesliga. Er ist heute als Trainer beim Bundesligisten SC Siegfried Kleinostheim tätig. Durch seine Internationalen Erfolge zählt er ohne Zweifel zu den herausragenden deutschen Ringern.

## Internationale Erfolge
(OS = Olympische Spiele, WM = Weltmeisterschaft, EM = Europameisterschaft, GR = griechisch-römischer Stil, Ba = Bantamgewicht, bis 1996 bis 57 kg Körpergewicht, ab 1998 bis 58 kg Körpergewicht, Fe = Federgewicht, bis 62 kg Körpergewicht)
- 1987, 1. Platz, Großer Preis der BRD in Aschaffenburg, GR, Ba, vor Sergej Bulanow, UdSSR, Keijo Pehkonen, Finnland, Nicolae Zamfir, Rumänien und Jouni Luokkanen, Finnland;
- 1987, 4. Platz, Grand Prix-Turnier, GR, Ba, hinter Sergej Bulanow, Emil Iwanow, Bulgarien und András Sike, Ungarn und vor Patrice Mourier, Frankreich;
- 1987, 2. Platz, WM in Clermont-Ferrand, GR, Ba, mit Siegen über Jonathan Ardiv, Israel, Mieczyslaw Tracz, Polen, Emil Iwanow, Keijo Pehkonen, und einer Niederlage gegen Patrice Mourier;
- 1987, FILA Grand Prix-Turnier in Budapest, GR, Ba, hinter Patrice Mourier, Emil Iwanow und Keijo Pehkonen und vor Anthony Amado, USA;
- 1988, 4. Platz, EM in Kolbotn/Norwegen, GR, Ba, mit Siegen über Zoran Galvic, Jugoslawien und Urbinati, Italien und Niederlagen gegen Stojan Balow, Bulgarien und Andras Sike;
- 1988, 8. Platz, OS in Seoul, GR, Ba, mit Siegen über Rehdi Chaabi, Libanon und Ramon Mena, Panama und Niederlagen gegen Andras Sike, Yang Changhing, VR China und Alexander Schestakow, UdSSR;
- 1988, 3. Platz, FILA Grand Prix Turnier in Budapest, GR, Ba, hinter Alexander Schestakow und Andras Sike und vor Geza Ivancsics, Ungarn und Stojan Balow;
- 1989, unpl., WM in Martigny/Schweiz, GR, Ba, mit Siegen über Radu Strubert, Rumänien und Nierens, Niederlande und Niederlagen gegen Pawlowski, Polen und Emil Iwanow;
- 1990, 3. Platz, Großer Preis der BRD in Saarbrücken, GR, Ba, hinter Sergej Sabejworota, UdSSR und Radu Strubert und vor Ralf Zentgraf, BRD, Angel Torrez Aldamo, Kuba und Sean-Mark Chardey, Frankreich;
- 1990, 3. Platz, EM in Posen, GR, Ba, mit Siegen über Pierre Dikanda, Schweden, Keijo Pehkonen, Andrzej Macinniuk, Polen, Sergej Sabejworota und einer Punktniederlage (0:1) gegen Patrice Mourier;
- 1990, 1. Platz, WM in Rom, GR, Ba, mit Siegen über Emil Iwanow, Gaspar, Portugal, Bayrakhtari, Türkei, Urbinati, Italien, Labrada Amadory Gonzalez, Kuba, Patrice Mourier und Alexander Schestakow;
- 1991, 3. Platz, EM in Aschaffenburg, GR, Ba, mit Siegen über Zoran Galovic, Tibor Jankovics, Tschechoslowakei, Patrice Mourier, Grzegorz Szyszko, Polen und Andras Sike und einer Niederlage gegen Alexander Ignatenko, UdSSR;
- 1991, 1. Platz, WM in Warna, GR, Ba, mit Siegen über Pierre Dikanda, Jonathan Ardiv, Marian Sandu, Rumänien, Isaak Theodoridis, Griechenland, Andras Sike, Fujioka Michizo, Japan und Alexander Ignatenko;
- 1992, 1. Platz, EM in Kopenhagen, GR, Ba, mit Siegen über Rachid Ghilmanow, Frankreich, Tibor Tahanics, Ungarn, Pierre Dikanda, Zoran Galovic und Marian Sandu; im Kampf Rıfat Yıldız gegen Nikola Dimitrow, Bulgarien, wurden beide Ringer disqualifiziert, was jedoch für den Turniersieg von Rifat ohne Auswirkungen war;
- 1992, Silbermedaille, OS in Barcelona, GR, Ba, mit Siegen über William Lara, Kuba, Alexander Ignatenko, Andras Sike und Patrice Mourier und einer Niederlage gegen An Han-bong, Korea;
- 1994, 2. Platz, Großer Preis der BRD in Koblenz, GR, Fe, hinter Buda Karbunow, Russland und vor Petteri Meskanen, Finnland, Aydin Ramazan, BRD und Dave Zuniga, USA;
- 1994, 6. Platz, EM in Athen, GR, Fe, mit Siegen über Rachid Ghilmanow, Ronny Persson, Schweden und Sergei Martynow, Russland und Niederlagen gegen Aghassi Manukjan, Armenien, Ari Härkänen, Finnland und Iwan Radnew, Bulgarien (kampflos);
- 1994, 31. Platz, WM in Tampere, GR, Fe, Aufgabe wegen Verletzung nach einer Niederlage gegen Iwan Iwanow, Bulgarien;
- 1995, 11. Platz, WM in Prag, GR, Ba, mit Siegen über Zakaria Al-Nadsched, Syrien, Mikael Lindgren, Schweden und Farschant Mageramow, Weißrussland und Niederlagen gegen Dennis Hall, USA und Dimitros Miolzan, Griechenland;
- 1996, 3. Platz, EM in Budapest, GR, Ba, mit Siegen über Rachid Ghilmanow, Farschant Mageramow, Rulsam Hakimow, Ukraine, Aghassi Manukjan und Alexander Ignatenko und einer Niederlage gegen Vilayet Agajew, Aserbaidschan;
- 1995, 5. Platz, Turnier in Faenza, GR, Fe, hinter Juan Magren, Kuba, Iwan Radunew, Bulgarien, Mikael Lindgren und Winston Santos, Venezuela und vor A. Robinson, Kanada;
- 1996, 5. Platz, OS in Atlanta, GR, Ba, mit Siegen über Armando Fernandez, Mexiko und Luis Sarmiento, Kuba und Niederlagen gegen Juri Melnichenko, Russland und Ruslam Hakimow;
- 1998, 23. Platz, WM in Gävle, GR,Ba, mit einem Sieg über Maia, Portugal und Niederlagen gegen Juri Melnichenko und Ichudik, Israel;
- 1999, 14. Platz, WM in Athen, GR, Ba, mit einem Sieg über Guliaschwili, Georgien und Niederlagen gegen Roberto Monzón, Kuba und István Majoros, Ungarn;
- 2000, 1. Platz, Olympia-Qualif.-Turnier in Colorado Springs, GR, Ba, vor Dennis Hall, Ali Askhani Agboloag, Iran, Nureddin Radschabow, Aserbaidschan und Vahan Juharjan, Armenien;
- 2000, 3. Platz, EM in Moskau, GR, Ba, mit Siegen über Jerzy Szeibinger, Polen, Paulo Goncalves, Portugal, Peter Stjernberg, Schweden und Norbert Futo, Jugoslawien und einer Niederlage gegen Istvan Majoros;
- 2000, 4. Platz, OS in Sydney, GR, Ba, mit Siegen über Mohamed Bargoaoui, Tunesien, Waleri Nikonorow, Russland und Constantin Borăscu, Rumänien und Niederlagen gegen Armen Nasarjan, Bulgarien und Sheng Zetiang, China

## Deutsche Meisterschaften
- 1987, 3. Platz, GR, Ba, hinter Peter Behl (Mömbris-Königshofen) und Dietmar Späth (Lahr-Kuhbach)
- 1988, 1. Platz, GR, Ba, vor Peter Behl und Martin Pohl (Schwalbach)
- 1989, 1. Platz, GR, Ba, vor Marek Czornik (Aalen) und Günther Kissner (Bad Reichenhall)
- 1990, 1. Platz, GR, Ba, vor Stefan Breyer (Ludwigshafen am Rhein) und Alois Sunkler (Bad Reichenhall)
- 1991, 1. Platz, GR, Ba, vor Dariusz Jelen (Baienfurt) und Radu Strubert (Lampertheim)
- 1992, 1. Platz, GR, Ba, vor Heiko Röll (Luckenwalde) und Ralf Zentgraf (Freiburg-Haslach)
- 1993, 3. Platz, GR, Fe, hinter Peter Behl und Torsten Schlonske (Frankfurt (Oder))
- 1994, 1. Platz, GR, Fe, vor Peter Behl und Artur Alexanian (Schifferstadt)
- 1995, 2. Platz, GR, Fe, hinter Peter Behl und vor Artur Alexanian
- 1996, 1. Platz, GR, Fe, vor Sevket Karapinar (Witten) und Juri Kohl (Köllerbach)